# Góry Lichskie

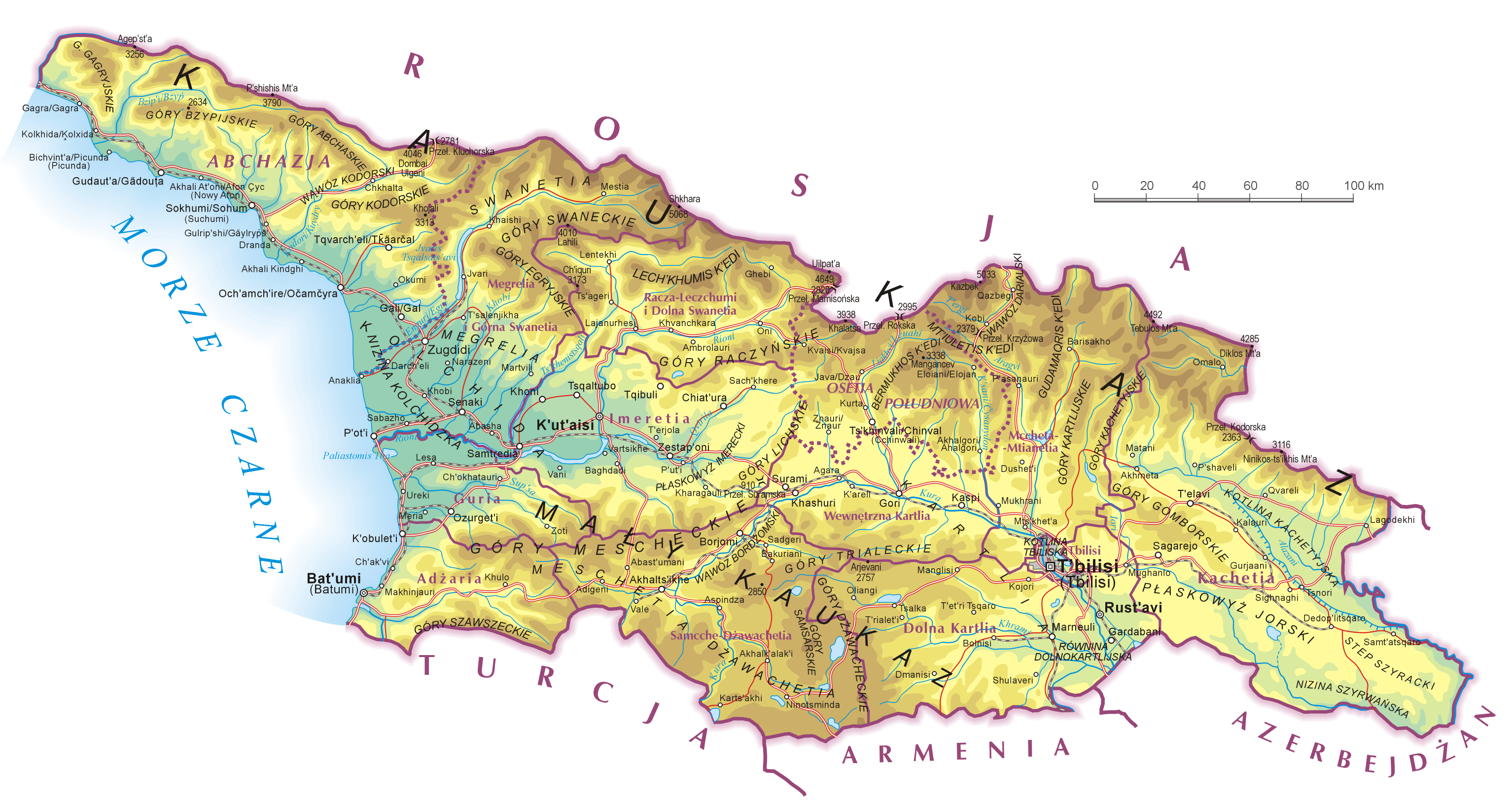
Mapa Gruzji, góry Lichskie pomiędzy prowincjami Imeretia na zachodzie a Wewnętrzną Kartlią na wschodzie

Góry Lichskie (gruz. ლიხის ქედი – Lichis Kedi) – pasmo górskie w centralnej Gruzji, część Międzygórza Kaukaskiego. Najwyższy szczyt - Lochoni, 1925 m n.p.m. 
Góry Lichskie są jednym z pasm górskich odbiegających na południe od głównego grzbietu Wielkiego Kaukazu. Mają przebieg w przybliżeniu południkowy. Północy kraniec leży na wschód od Przełęczy Mamisońskiej, południowy kraniec łączy się z Górami Mescheckimi w łańcuchu Małego Kaukazu. Góry Lichskie łączą oba te wielkie łańcuchy, stanowiąc naturalny pomost dla flory i fauny obu części Kaukazu. 
Góry Lichskie stanowią barierę dzielącą Gruzję na część wschodnią i zachodnią. Od zachodu opadają w Płaskowyż Imerecki, od wschodu – w dolinę górnej Kury. Grzbietem Gór Lichskich biegnie dział wodny między zlewiskami Morza Czarnego (zlewnia Rioni) i Morza Kaspijskiego (zlewnia Kury).  
Góry Lichskie są przecięte Przełęczą Suramską (948 m n.p.m.) i przełęczą Rikoti (996 m n.p.m.), którymi biegną szlaki transportowe łączącą Gruzję wschodnią i zachodnią. 